# Ventspils (stad)
Ventspils (Duits: Windau) is een stad in het noordwesten van Letland aan de kust van de Oostzee met 43.806 inwoners (2005). Het is genoemd naar de rivier de Venta die erdoorheen stroomt.

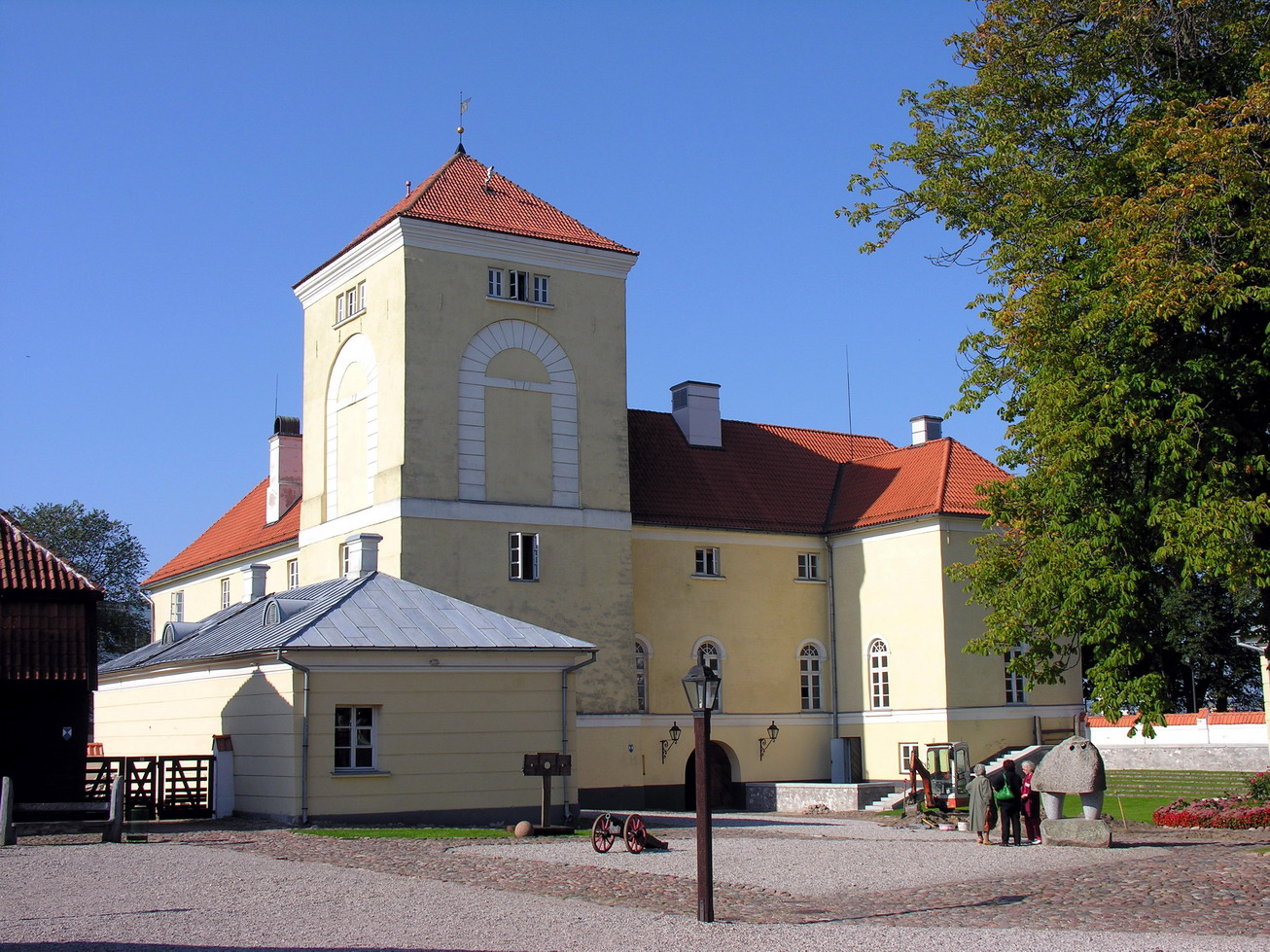
Kasteel van de Lijflandse Orde

Ventspils ontwikkelde zich op de plaats van een kasteel van de Lijflandse Orde, voor het eerst genoemd in 1290. In 1314 sloot het zich aan bij de Hanze, een invloedrijk economisch samenwerkingsverband.
Ventspils heeft een belangrijke ijsvrije Oostzeehaven. Grote hoeveelheden olie en andere mineralen uit Rusland worden er verscheept. Hierdoor is het de rijkste stad van Letland.
De stad heeft een universiteit, de Ventpils Augstskola, een voetbalclub, FK Ventspils, en het meest succesvolle basketbalteam van Letland, BK Ventspils.
Dertig kilometer ten noorden van de stad, bij het dorpje Irbene, ligt de ex-Sovjet radio-astronomische installatie VIRAC (Ventspils Starptautiskais Radioastronomijas Centrs of Ventspils International Radio Astronomy Centre). De ligging van dit centrum was voor de meeste Letten geheim tot het verdwijnen van de Russische militairen in 1994.
Ventspils Airport, een van de drie internationale vliegvelden in Letland ligt nabij de stad. Vanuit Ventspils is er een veerverbinding met Stockholm. Van 2005 t/m 2008 was er een ferry met het eiland Saaremaa van Estland, maar is gestaakt vanwege de economische crisis.

## Geboren
- Ēriks Rags (1 juni 1975), speerwerper
- Laura Ikauniece (31 mei 1992), meerkampster
- Krists Neilands (18 augustus 1994), wielrenner